# Microbotryum scolymi
Microbotryum scolymi är en svampart som först beskrevs av Roum. & Trab. ex Juel, och fick sitt nu gällande namn av Vánky 1998. Microbotryum scolymi ingår i släktet Microbotryum och familjen Microbotryaceae.   Inga underarter finns listade i Catalogue of Life.